# Torneo Interbritannico 1952
Il Torneo Interbritannico 1952 fu la cinquantasettesima edizione del torneo di calcio conteso tra le Home Nations dell'arcipelago britannico. Il torneo fu vinto unitamente da Galles ed Inghilterra.

## Risultati
| Data             | Luogo      | Squadra 1        | Risultato | Squadra 2        |
| ---------------- | ---------- | ---------------- | --------- | ---------------- |
| 6 ottobre 1951   | Belfast    | Irlanda del Nord | 0 - 3     | Scozia           |
| 20 ottobre 1951  | Cardiff    | Galles           | 1 - 1     | Inghilterra      |
| 14 novembre 1951 | Glasgow    | Scozia           | 0 - 1     | Galles           |
| 14 novembre 1951 | Birmingham | Inghilterra      | 2 - 0     | Irlanda del Nord |
| 19 marzo 1952    | Swansea    | Galles           | 3 - 0     | Irlanda del Nord |
| 5 aprile 1952    | Glasgow    | Scozia           | 1 - 2     | Inghilterra      |

## Classifica
| Pos | Squadra          | Pti | G | V | N | P | GF | GS |
| --- | ---------------- | --- | - | - | - | - | -- | -- |
| 1   | Galles           | 5   | 3 | 2 | 1 | 0 | 5  | 1  |
| 1   | Inghilterra      | 5   | 3 | 2 | 1 | 0 | 5  | 2  |
| 3   | Scozia           | 2   | 3 | 1 | 0 | 2 | 4  | 3  |
| 4   | Irlanda del Nord | 0   | 3 | 0 | 0 | 3 | 0  | 8  |

## Vincitori
| Campioni 1952 Galles |

| Inghilterra |